# Альтдорф (Ури)
Альтдорф (нем. Altdorf) — город, столица кантона Ури, расположенного в самом центре Швейцарии.
Расположен в долине реки Ройс, в 5 км от места её впадения в Фирвальдштетское озеро.
Население — 9537 человек (на 31 декабря 2019 года). Имеет статус города согласно критериям Федерального статистического управления (до 2014 года на этот статус могли претендовать только поселения с количеством жителей свыше 10 тыс. человек).